# Charles av Luxemburg
Charles Jean Philippe Joseph Marie Guillaume, född 10 maj 2020, är en luxemburgsk prins. Han är son till Guillaume och Stéphanie av Luxemburg. Han är nummer två i tronföljden efter sin far.
Charles döptes den 19 september 2020 i kyrkan i benediktinerklostret Clervaux i Luxemburg. Hans faddrar är hans moster grevinnan Gaëlle de Lannoy och hans farbror prins Louis av Luxemburg.

## Titel
- 10 maj 2020: Hans kungliga höghet Prins Charles av Luxemburg, Prins av Nassau